# Craig Levein
Craig Levein (ur. 22 października 1964 w Dunfermline) – szkocki piłkarz występujący na pozycji obrońcy, a następnie trener piłkarski.

## Piłkarska kariera
Levein profesjonalną piłkarską karierę rozpoczął w klubie Cowdenbeath F.C. w roku 1981. W tym klubie grał przez dwa lata, wystąpił w 60 meczach.
Następnie został sprzedany do Edynburga, do Heart of Midlothian za 40 000 funtów w roku 1983. W barwach tego klubu grał do roku 1997, występując w 329 spotkaniach i strzelając 15 bramek.

### Reprezentacja
W reprezentacji Szkocji debiutował w marcu 1990 roku, podczas meczu przeciwko Argentynie w eliminacjach do Mistrzostw Świata. Mecz został zakończony rezultatem 1:0 dla Szkocji, był rozegrany na stadionie Hampden Park w Glasgow. Piłkarz był uczestnikiem Mistrzostw Świata w 1990 roku. W reprezentacji grał 16 razy, w latach 1990–1994.